# Barağı, Çavdarhisar
Barağı là một xã thuộc huyện Çavdarhisar, tỉnh Kütahya, Thổ Nhĩ Kỳ. Dân số thời điểm năm 2008 là 219 người.